# Johannes Giesberts
Johannes Giesberts, född 3 februari 1865 i Straelen i Rhenlandet, död 7 augusti 1938 i Mönchengladbach, var en tysk politiker.
Giesberts var i sin ungdom först bagare, sedan bland annat metallarbetare och eldare. Han tog framträdande del i den romersk-katolska arbetarrörelsen och blev 1899 sekreterare för de romersk-katolska arbetarföreningarna och utgivare av deras organ "Westdeutsche Arbeiterzeitung".
Giesberts, som tillhörde Centrumpartiet, blev 1905 ledamot av tyska riksdagen och 1906 av preussiska lantdagen, utsågs i januari 1918 till sakkunnig för arbetarfrågor i riksekonomiministeriet och i oktober samma år till understatssekreterare i riksarbetsministeriet.
Efter novemberrevolutionen var Giesberts 1919 ledamot av tyska nationalförsamlingen och tillhörde februari 1919 till november 1922 som rikspostminister ministärerna Philipp Scheidemann, Gustav Bauer, Hermann Müller, Konstantin Fehrenbach och Joseph Wirth. Han var 1919 ledamot av tyska fredsdelegationen i Paris.